# Gastone Ruzzante
Gastone Ruzzante (Padova, 7 agosto 1912 – ...) è stato un calciatore italiano, di ruolo Mediano.

## Carriera
Cresciuto nel Padova, ha disputato la stagione 1933-34 in Serie B a Venezia con la Serenissima, esordendo tra i cadetti a Pola il 10 settembre 1933 nella partita Grion-Serenissima (0-2), poi ha giocato cinque consecutive stagioni a Rovigo. Al termine della stagione 1938-39 chiude con il calcio e a 27 anni parte per la guerra d'Africa.